# Brian Baker (tennis)
Pour les articles homonymes, voir Brian Baker et Baker.
Brian Baker, né le 30 avril 1985 à Nashville dans le Tennessee, est un joueur américain de tennis.

## Carrière

### Débuts et coup d'arrêt (août 2001 à novembre 2005 et novembre 2007)
Brian Baker fait ses débuts en compétition internationale en 1999 aux Petits As où il perd en finale contre Richard Gasquet. Lors de sa carrière junior, il participe à tous les tournois du Grand chelem. Il réalise son meilleur résultat à Roland-Garros en 2003 où il perd en finale contre Stanislas Wawrinka. Il atteint également les quarts de finale du Tournoi de Wimbledon où il est battu par Chris Guccione et de l'US Open où il échoue face à Jo-Wilfried Tsonga. Il est no 2 mondial junior et vainqueur de l'Orange Bowl (catégorie 18 ans et moins) en 2002 contre Mathieu Montcourt.
Il perd au premier tour des qualifications de l'US Open en 2001.
Brian Baker joue d'août 2001 à novembre 2005 puis furtivement en novembre 2007 puis est à nouveau absent des courts jusqu'en novembre 2011. Ces longues interruptions sont dues à trois opérations de la hanche, une du coude ainsi qu'une hernie. Hormis l'année 2005, de 2001 à 2012 il ne joue qu'aux États-Unis et dans deux tournois au Canada (juillet 2004 à Granby et septembre 2011) ; en 2005 donc, il quitte l'Amérique du Nord et joue les qualifications du Tournoi de tennis d'Adélaïde en Australie, un tournoi en Allemagne, deux au Royaume-Uni dont les qualifications du Tournoi du Queen's ainsi que dans les trois premiers Grand Chelem de l'année avec toujours des défaites en qualification.
En janvier 2004, il gagne son premier tournoi Future et en août son premier tournoi Challenger à Denver.
En mai 2005, il perd en finale du Challenger de Tunica contre James Blake.
Après deux premiers tours en 2003 et 2004, il obtient son meilleur résultat en Grand Chelem à l'US Open 2005, lorsqu'il remporte un match contre le 9e mondial Gastón Gaudio 7-69, 6-2, 6-4 (le seul joueur du top 10 qu'il ait battu, alors que Baker est classé 195e). Il perd ensuite au deuxième tour contre Xavier Malisse 7-65, 2-6, 3-6, 4-6. Il joue ces trois années à l'US Open avec des invitations. Après l'US Open, il participe encore à deux tournois aux États-Unis avant de devoir mettre sa carrière en suspens.
Il revient deux ans après en novembre 2007 au Challenger de Nashville où il obtient une invitation, puis dans deux autres Challengers ce même mois, toujours aux États-Unis.

### Deuxième partie de carrière: le renouveau (juillet 2011 à septembre 2013)
Nouveau come-back en juillet 2011 au tournoi Future de Pennsylvanie qu'il gagne en passant par les qualifications, car la fédération lui refuse une invitation. Il joue ensuite un Future au Canada et trois Challengers aux États-Unis dont un à Knoxville où il perd en finale face à Jesse Levine après être sorti des qualifications. En 2012, il gagne encore deux Futures et un Challenger à Savannah, en avril, battant en finale le Français Augustin Gensse. À la suite de ses bons résultats il reçoit une Wild-Card de l'USTA pour jouer les Internationaux de France 2012. C'est alors qu'il passe ensuite les qualifications du tournoi de Nice et participe donc à son premier grand tableau dans un tournoi du circuit principal de l'ATP hors de son pays (il avait auparavant joué, toujours sur invitation, à Washington, Memphis, Indianapolis et aux Masters de Miami, auquel il faut ajouter Newport en passant les qualifications et Houston en entrant directement dans le tableau principal). À Nice, il bat consécutivement Serhiy Stakhovsky, Gaël Monfils (no 14 mondial), Mikhail Kukushkin (en sauvant une balle de match) et Nikolay Davydenko pour se qualifier en finale. C'est sa première finale sur le circuit principal de l'ATP, qu'il perd 3-6, 2-6 face à l'Espagnol Nicolás Almagro.
À Roland-Garros 2012 il joue son premier match dans le tableau principal d'un tournoi du Grand Chelem depuis sa défaite à l'US Open 2005 7 ans auparavant contre Xavier Malisse. Il rencontre justement le Belge, qu'il élimine pour s'offrir un second tour contre Gilles Simon, devant lequel il s'incline 4-6, 1-6, 7-64, 6-1, 0-6.
Il se qualifie ensuite pour le tableau principal tournoi de Wimbledon. Il bat successivement Rui Machado, Jarkko Nieminen, ancien quart-de-finaliste à Wimbledon, et le Français Benoît Paire, pour se qualifier pour la première fois pour la deuxième semaine d'un tournoi du Grand Chelem. Son parcours s'achève en huitièmes de finale contre l'Allemand Philipp Kohlschreiber, tête de série no 27 qui le bat en trois sets (6-1, 7-64, 6-3) mais confirme son renouveau. Le lundi suivant il fait un bond de 50 places au classement mondial pour atteindre la 76e place. Après cela, il a participé à 10 tournois sur le circuit professionnel sans parvenir à dépasser le 2e tour.
En 2013, il participe à trois tournois en Australie. Il abandonne au deuxième tour de l'Open d'Australie face à Sam Querrey. Blessé au ménisque, il devait effectuer son retour en avril au Challenger de Savannah mais il a été contraint de déclarer forfait, c'est finalement au Challenger d'Aptos en août qu'il revient et passe un tour. Il continue aux Masters de Cincinnati en battant Denis Istomin au premier tour (7-5, 6-3) mais son parcours s'arrête au deuxième tour après une défaite contre Grigor Dimitrov. Suit une défaite au premier tour de l'US Open contre Lleyton Hewitt. Il interrompt de nouveau sa carrière pour 2 ans.

### Nouveau retour (janvier 2016)
Après un Challenger début janvier il participe à l'Open d'Australie où il perd un premier tour serré contre Simone Bolelli (66-7, 63-7, 7-63, 65-7). Il ne revient ensuite qu'en mars à Miami puis joue à Wimbledon où il perd au premier tour contre Marin Čilić. Aux Jeux olympiques de Rio, il perd au premier tour en simple mais en double il atteint les 1/8 en battant la paire française Jo-Wilfried Tsonga/Gaël Monfils. À l'US Open, il perd au premier tour contre Federico Delbonis malgré deux sets d'avance (6-3, 7-66, 4-6, 2-6, 2-6).

## Challenger

### En simple
Il remporte le Challenger (2e division du tennis) de Denver en 2004 puis Savannah en 2012.

### En double
Il remporte le Tournoi de tennis de Granby avec Frank Dancevic en 2004 puis les challengers de Denver et Champaign avec Rajeev Ram toujours en 2004.

## Palmarès

### Finale en simple messieurs
| No | Date       | Nom et lieu du tournoi         | Catégorie | Dotation  | Surface      | Vainqueur       | Score    |          |
| -- | ---------- | ------------------------------ | --------- | --------- | ------------ | --------------- | -------- | -------- |
| 1  | 20-05-2012 | Open de Nice Côte d'Azur, Nice | ATP 250   | 398 250 € | Terre (ext.) | Nicolás Almagro | 6-3, 6-2 | Parcours |

### Titres en double messieurs
| No | Date       | Nom et lieu du tournoi          | Catégorie | Dotation  | Surface      | Partenaire    | Finalistes                        | Score     |          |
| -- | ---------- | ------------------------------- | --------- | --------- | ------------ | ------------- | --------------------------------- | --------- | -------- |
| 1  | 13-02-2017 | Memphis Open Memphis            | ATP 250   | 642 750 $ | Dur (int.)   | Nikola Mektić | Ryan Harrison Steve Johnson       | 6-3, 6-4  | Parcours |
| 2  | 24-04-2017 | Gazprom Hungarian Open Budapest | ATP 250   | 482 060 € | Terre (ext.) | Nikola Mektić | Juan Sebastián Cabal Robert Farah | 7-62, 6-4 | Parcours |

## Parcours dans les tournois duGrand Chelem

### En simple
| Année | Open d'Australie | Open d'Australie | Internationaux de France | Internationaux de France | Wimbledon       | Wimbledon        | US Open         | US Open          |
| ----- | ---------------- | ---------------- | ------------------------ | ------------------------ | --------------- | ---------------- | --------------- | ---------------- |
| 2003  | —                | —                | —                        | —                        | —               | —                | 1er tour (1/64) | Jürgen Melzer    |
| 2004  | —                | —                | —                        | —                        | —               | —                | 1er tour (1/64) | Carlos Moyà      |
| 2005  | —                | —                | —                        | —                        | —               | —                | 2e tour (1/32)  | Xavier Malisse   |
| 2012  | —                | —                | 2e tour (1/32)           | Gilles Simon             | 1/8 de finale   | P. Kohlschreiber | 2e tour (1/32)  | Janko Tipsarević |
| 2013  | 2e tour (1/32)   | Sam Querrey      | —                        | —                        | —               | —                | 1er tour (1/64) | Lleyton Hewitt   |
| 2016  | 1er tour (1/64)  | Simone Bolelli   | 1er tour (1/64)          | Bernard Tomic            | 1er tour (1/64) | Marin Čilić      | 1er tour (1/64) | F. Delbonis      |

N.B. : à droite du résultat se trouve le nom de l'ultime adversaire.

### En double
| Année | Open d'Australie            | Open d'Australie     | Internationaux de France      | Internationaux de France | Wimbledon                  | Wimbledon                | US Open                       | US Open                   |
| ----- | --------------------------- | -------------------- | ----------------------------- | ------------------------ | -------------------------- | ------------------------ | ----------------------------- | ------------------------- |
| 2004  | —                           | —                    | —                             | —                        | —                          | —                        | 2e tour (1/16) Rajeev Ram     | J. Benneteau N. Mahut     |
| 2005  | —                           | —                    | —                             | —                        | —                          | —                        | 1er tour (1/32) Rajeev Ram    | S. Jenkins B. Reynolds    |
| 2012  | —                           | —                    | —                             | —                        | —                          | —                        | 2e tour (1/16) Rajeev Ram     | C. Fleming R. Hutchins    |
| 2013  | —                           | —                    | —                             | —                        | —                          | —                        | 1/8 de finale Rajeev Ram      | Jamie Murray John Peers   |
| 2016  | 1er tour (1/32) Denis Kudla | O. Marach F. Martin  | 1/8 de finale M. Daniell      | R. Bopanna F. Mergea     | 1er tour (1/32) M. Daniell | J. S. Cabal Robert Farah | 1/8 de finale M. Daniell      | Jamie Murray Bruno Soares |
| 2017  | 1/8 de finale Nikola Mektić | Bob Bryan Mike Bryan | 1er tour (1/32) Nikola Mektić | Sam Groth R. Lindstedt   | —                          | —                        | 1er tour (1/32) Nikola Mektić | Malek Jaziri A. Kuznetsov |

N.B. : le nom du partenaire se trouve sous le résultat ; le nom des ultimes adversaires se trouve à droite.

### En double mixte
| Année | Open d'Australie | Open d'Australie | Internationaux de France  | Internationaux de France     | Wimbledon | Wimbledon | US Open | US Open |
| ----- | ---------------- | ---------------- | ------------------------- | ---------------------------- | --------- | --------- | ------- | ------- |
| 2017  | —                | —                | 1er tour (1/16) C. McHale | A.-L. Grönefeld Robert Farah | —         | —         | —       | —       |

N.B. : le nom de la partenaire se trouve sous le résultat ; le nom des ultimes adversaires se trouve à droite.

## Parcours dans lesMasters 1000
| Année | Indian Wells | Miami                 | Monte-Carlo | Rome | Hambourg puis Madrid | Canada | Cincinnati          | Madrid puis Shanghai | Paris |
| ----- | ------------ | --------------------- | ----------- | ---- | -------------------- | ------ | ------------------- | -------------------- | ----- |
| 2004  | —            | 1er tour C. Saulnier  | —           | —    | —                    | —      | —                   | —                    | —     |
| 2012  | —            | —                     | —           | —    | —                    | —      | 2e tour B. Tomic    | 1er tour R. Gasquet  | —     |
| 2013  | —            | —                     | —           | —    | —                    | —      | 2e tour G. Dimitrov | —                    | —     |
| 2016  | —            | 1er tour M. Kukushkin | —           | —    | —                    | —      | —                   | —                    | —     |

N.B. : sous le résultat se trouve le nom de l’ultime adversaire.

## Performances
Victoires sur les joueurs du top 50 :
| # | Brian Baker | Tournoi | Tournoi               | Édition | Surface      | Adversaire | Adversaire            | Rang | Tour | Score          |
| - | ----------- | ------- | --------------------- | ------- | ------------ | ---------- | --------------------- | ---- | ---- | -------------- |
| 1 | no 196      |         | US Open               | 2005    | Dur          |            | Gastón Gaudio         | 9    | 1/64 | 7-69, 6-2, 6-4 |
| 2 | no 216      |         | Open de Nice          | 2012    | Terre battue |            | Gaël Monfils          | 13   | 1/8  | 6-3, 7-69      |
| 3 | no 216      |         | Open de Nice          | 2012    | Terre battue |            | Nikolay Davydenko     | 47   | 1/2  | 6-75, 6-4, 6-2 |
| 4 | no 126      |         | Wimbledon             | 2012    | Gazon        |            | Jarkko Nieminen       | 44   | 1/32 | 6-0, 6-2, 6-4  |
| 5 | no 78       |         | Masters de Cincinnati | 2012    | Dur          |            | Philipp Kohlschreiber | 17   | 1/32 | 7-67, 7-63     |
| 6 | no 57       |         | Tournoi de Bâle       | 2012    | Dur          |            | Radek Štěpánek        | 36   | 1/32 | 2-6, 7-65, 6-3 |
| 7 | no 59       |         | Tournoi d'Auckland    | 2013    | Dur          |            | Jerzy Janowicz        | 26   | 1/16 | 4-6, 7-65, 6-4 |

Il a rencontré quatre joueurs du top 10 :
1. Gastón Gaudio (no 9 mondial, victoire) à l'US Open en 2005 ;
2. Carlos Moyà (no 4 mondial, défaite) à l'US Open en 2004 ;
3. Janko Tipsarević (no 9 mondial, défaite) à l'US Open en 2012 ;
4. Juan Martín del Potro (no 8 mondial, défaite) à Bâle en 2012 ;

## Classements ATP en fin de saison
| Année          | 2002 | 2003 | 2004 | 2005 | 2006 | 2007 | 2008 | 2009 | 2010 | 2011 | 2012 | 2013 | 2014 | 2015 | 2016 | 2017 |
| Rang en simple | 612  | 422  | 177  | 206  | -    | 1061 | 1067 | -    | -    | 458  | 61   | 355  | -    | -    | 247  | 1116 |
| Rang en double | 778  | 526  | 114  | 496  | -    | 1553 | -    | -    | -    | -    | 263  | 342  | -    | -    | 69   | 43   |

Source : (en) Classements de Brian Baker sur le site officiel de la Fédération internationale de tennis